# Абрикосов, Андрей Львович
Андре́й Льво́вич Абрико́сов (1 [14] ноября 1906, Симферополь — 21 октября 1973, Москва) — советский актёр театра и кино, народный артист СССР (1968). Лауреат Сталинской премии I степени.

## Биография
Андрей Абрикосов родился 1 (14) ноября 1906 года (по другим источникам — 14 (27) ноября 1906 года) в Симферополе в семье агронома.
В ранней юности, которая пришлась на годы Гражданской войны, много скитался по югу России, беспризорничал.
В 1924 году окончил «Школу памяти погибших в Октябрьскую Революцию коммунаров» в Туле. В 1924—1925 годах — чернорабочий на уборке винограда в селе Широкая Балка под Новороссийском. В 1925 году перебрался в Москву, где устроился работать чернорабочим артели «Строй радио». В столице поступил в кинематографическую студию А. С. Хохловой, но вскоре оставил её и занимался у З. С. Соколовой, сестры К. С. Станиславского.
В 1926—1929 годах — сотрудник Театра-студии Малого театра (с 1932 — Новый театр). Однако ролей начинающему актёру не давали. В 1929 году актёра, не сыгравшего ни одной роли в театре, утвердили на роль Григория Мелехова в немом фильме «Тихий Дон». Выход этого фильма в 1931 году на экраны принёс ему широкую известность. В 1929—1930 годах — актёр киностудии «Союзкино» (ныне «Мосфильм»).
В 1930—1931 годах — актёр Рабочего передвижного театра, в 1931—1937 — Реалистического театра, в 1937—1938 — Камерного театра (все в Москве).
С 1938 года — актёр Московского театра им. Е. Вахтангова, где служил до конца своей жизни. В 1953—1959 годах — директор театра.
При сдержанной и лаконичной манере игры обладал мощнейшим темпераментом и в лучших своих ролях достигал подлинных высот.
Член Союза кинематографистов СССР
Член ВКП(б) с 1950 года.
Андрей Львович Абрикосов скончался 20 октября 1973 года (по другим источникам — 19 и 21 октября) на 67-м году жизни в Москве. Похоронен на Новодевичьем кладбище (участок № 7).

### Семья
- Андрей Львович Абрикосов принадлежал к семье русских купцов, общественных деятелей, благотворителей, учёных Абрикосовых.
- Сын — Григорий Андреевич Абрикосов (1932—1993), актёр театра и кино, народный артист РСФСР (1984).

## Звания и награды
- Заслуженный артист РСФСР (1946)
- Народный артист РСФСР (1952)
- Народный артист СССР (1968)
- Сталинская премия первой степени (1941) — за исполнение роли Гаврилы Олексича в фильме «Александр Невский» (1938)
- Два ордена Трудового Красного Знамени (1939, 1946)
- Медаль «За доблестный труд в Великой Отечественной войне 1941—1945 гг.» (1946)
- Медаль «В память 800-летия Москвы» (1948)
- Медаль «За доблестный труд. В ознаменование 100-летия со дня рождения Владимира Ильича Ленина» (1970)

## Творчество

### Роли в театре

#### Реалистический театр
- «Отелло» У. Шекспира — Отелло[8]
- «Аристократы» Н. Ф. Погодина — Громов
- «Мать» по М. Горькому — Павел

#### Театр имени Е. Б. Вахтангова
- 1938 — «Много шума из ничего» У. Шекспира, режиссёры М. Д. Синельникова, И. М. Рапопорт — Клавдио
- 1938 — «Без вины виноватые» А. Н. Островского — Незнамов
- 1938 — «Шёл солдат с фронта» по В. П. Катаеву — Семён Фёдорович Котко
- 1940 — «Фельдмаршал Кутузов» В. А. Соловьёва — Багратион
- 1941 — «Дон Кихот» М. А. Булгакова — Карраско
- 1942 — «Русские люди» К. М. Симонова, режиссёр А. Д. Дикий — Сафонов
- 1942 — «Фронт» А. Е. Корнейчука — Огнев
- 1945 — «Новогодняя ночь» А. К. Гладкова — Платон
- 1946 — «Кому подчиняется время» братьев Тур и Л. Р. Шейнина — Мартынов
- 1947 — «Глубокие корни» Д. Гоу и А. д’Юссо — Бретт
- 1948 — «Макар Дубрава» А. Е. Корнейчука — Павел Кругляк
- 1950 — «Отверженные» по В. Гюго, инсценировка С. А. Радзинского, режиссёр А. И. Ремизова — Жан Вальжан
- 1951 — «Поют жаворонки» К. Крапивы — Палиневич
- 1951 — «Кирилл Извеков» по К. А. Федину «Первые радости» — Рагозин
- 1952 — «В наши дни» А. В. Софронова — Очаков
- 1953 — «Европейская хроника» А. Н. Арбузова — Оге Лунд
- 1954 — «Чайка» А. П. Чехова — Борис Алексеевич Тригорин
- 1956 — «Одна» С. И. Алёшина — Платонов
- 1956 — «Фома Гордеев» по М. Горькому, режиссёр Р. Н. Симонов — Игнат Гордеев
- 1957 — «Город на заре» А. Н. Арбузова, режиссёр Е. Р. Симонов — Игнат Добров
- 1958 — «Большой Кирилл» И. Л. Сельвинского — Чохов
- 1960 — «Пьеса без названия» А. П. Чехова — Трилецкий
- 1962 — «Чёрные птицы» Н. Ф. Погодина — Крутояров
- 1966 — «Конармия», по рассказам И. Э. Бабеля, постановка Р. Н. Симонова — Тимофей Кордуков
- 1970 — «Человек с ружьём» Н. Ф. Погодина — Господин в шубе
- 1970 — «Память сердца» А. Е. Корнейчука — Максим Максимович

#### Борисоглебский драматический театр им. Н. Чернышевского
- 1957 — «Одна» С. И. Алёшина — инженер Платонов

### Фильмография
1. 1930 — Тихий Дон — Григорий Мелехов
2. 1932 — Встречный — Павел Ильин
3. 1932 — Просперити — Поль Аткинс
4. 1933 — Одна радость — Григорий Сморода
5. 1934 — Четыре визита Самюэля Вульфа — Никитин
6. 1935 — Вражьи тропы — Иннокентий Окатов
7. 1935 — Любовь и ненависть — командир отряда красных
8. 1936 — Зори Парижа — Этьен, брат Катрины
9. 1936 — Партийный билет — Павел Куганов, кулак и агент иностранной разведки
10. 1938 — Александр Невский — Гаврила Алексич
11. 1938 — Люди долины Сумбар — Нури, агроном
12. 1939 — Высокая награда — лейтенант Николай Михайлов
13. 1939 — Степан Разин — Степан Разин
14. 1940 — Бабы — Степан Степанович Кладов
15. 1940 — Пятый океан — Леонтий Широков, лётчик
16. 1941 — Фронтовые подруги — Сергей Коровин
17. 1942 — Принц и нищий — Майльс Гендон
18. 1944 — Морской батальон — Сергей Маркин, старшина 1 статьи
19. 1945 — Иван Грозный — боярин Фёдор Колычёв, в дальнейшем митрополит московский Филипп
20. 1945 — Великий перелом — генерал-лейтенант Кривенко
21. 1947 — Мальчик с окраины — член ЦК ВКП (б)
22. 1948 — Красный галстук — военный, Герой Советского Союза
23. 1949 — Алитет уходит в горы — Никита Сергеевич Лось
24. 1949 — Падение Берлина — Антонов
25. 1955 — Судьба барабанщика — Половцев
26. 1956 — Илья Муромец — князь Владимир
27. 1956 — Сердце бьётся вновь… — профессор Николай Николаевич Клёнов
28. 1957 — Цель его жизни — Роман Александрович Азаров
29. 1958 — Дело «пёстрых» — комиссар милиции Силантьев
30. 1959—1961 — Поднятая целина — Ипполит Шалый
31. 1962 — Исповедь — Фотий
32. 1963 — Генерал и маргаритки — садовник
33. 1963 — Секретарь обкома — Артём Герасимович Артамонов
34. 1964 — Одиночество — Данила
35. 1964 — Свет далёкой звезды — Иван Фёдорович Осокин
36. 1964 — Сокровища республики — Аркадий Петрович Симбирцев
37. 1967 — Свадьба в Малиновке — Балясный
38. 1968 — Братья Карамазовы — Самсонов
39. 1969 — Трое — Строганый
40. 1972 — Руслан и Людмила — князь Владимир

#### Телеспектакли
1. 1959 — Город на заре — Добров
2. 1969 — Оперативная командировка — Аверьянов
3. 1973 — Память сердца — Максим Максимович

#### Озвучивание мультфильмов
1. 1951 — Сказка о мёртвой царевне и о семи богатырях — 3-й богатырь
2. 1958 — Сказ о Чапаеве (анимационный)

#### Участие в фильмах
1. 1950-е — Записные книжки А. П. Чехова (документальный)